# Султаниязов, Зикрилло Сабиржанович
Зикрилло Сабиржанович Султаниязов (каз. Зикрилло Сабыржанұлы Сұлтаниязов; род. 15 октября 2003, Карабулак, Южно-Казахстанская область) — казахстанский футболист, полузащитник клуба «Ордабасы».

## Клубная карьера
Воспитанник шымкентского футбола. Футбольную карьеру начинал в 2020 году в составе клуба «Ордабасы U-21» во второй лиге. 14 апреля 2021 года в матче против клуба «Астана» дебютировал в казахстанской Премьер-лиге (1:4), выйдя на замену на 86-й минуте вместо Рубена Бриджиду. 18 июля 2021 года в матче против клуба «СДЮСШОР № 8» дебютировал в кубке Казахстана (3:1).

## Карьера в сборной
6 октября 2021 года дебютировал за сборную Казахстана до 19 лет в матче против сборной Чехии до 19 лет (0:3).

## Достижения
«Ордабасы»
- Обладатель Кубка Казахстана: 2022

«Окжетпес»
- Чемпион первой лиги: 2024

## Клубная статистика
| Клуб             | Сезон            | Лига | Лига | Кубки | Кубки | Еврокубки | Еврокубки | Итого | Итого |
| Клуб             | Сезон            | Игры | Голы | Игры  | Голы  | Игры      | Голы      | Игры  | Голы  |
| ---------------- | ---------------- | ---- | ---- | ----- | ----- | --------- | --------- | ----- | ----- |
| Ордабасы         | 2021             | 3    | 0    | 1     | 0     | —         | —         | 4     | 0     |
| Ордабасы         | 2022             | 3    | 0    | 3     | 0     | —         | —         | 6     | 0     |
| Ордабасы         | 2023             | 0    | 0    | —     | —     | —         | —         | 0     | 0     |
| Ордабасы         | 2024             | —    | —    | 0     | 0     | —         | —         | 0     | 0     |
| Ордабасы         | Итого            | 6    | 0    | 4     | 0     | —         | —         | 10    | 0     |
| → Ордабасы М     | 2020             | 5    | 1    | —     | —     | —         | —         | 5     | 1     |
| → Ордабасы М     | 2021             | 11   | 5    | —     | —     | —         | —         | 11    | 5     |
| → Ордабасы М     | 2022             | 4    | 0    | —     | —     | —         | —         | 4     | 0     |
| → Ордабасы М     | Итого            | 20   | 6    | —     | —     | —         | —         | 20    | 6     |
| → Туран          | 2023             | 23   | 7    | 6     | 3     | —         | —         | 29    | 10    |
| → Туран          | Итого            | 23   | 7    | 6     | 3     | —         | —         | 29    | 10    |
| → Окжетпес       | 2024             | 2    | 1    | 3     | 0     | —         | —         | 5     | 1     |
| → Окжетпес       | Итого            | 2    | 1    | 3     | 0     | —         | —         | 5     | 1     |
| Всего за карьеру | Всего за карьеру | 51   | 14   | 13    | 3     | —         | —         | 64    | 17    |